# Анні Гецінгер
Анні Гьоцінгер (народилася 18 серпня 1951 р. у Парижі, померла 20 грудня 2017 р. у Булонь-Біянкур) — французька дизайнерка, художниця, ілюстраторка, найбільш відома своїми роботами в жанрі bande dessinée (фр. «мальована історія»).

## Біографія
У Школі прикладних мистецтв (фр. École des Arts Appliqués), де Анні Гьоцінгер вивчала дизайн одягу з 1967 по 1971 рік, вона навчалась на курсі у Жоржа Пішара. Відзначаючи її малюнки, Жак Лоб спонукає Анні друкуватися у журналі Pilote. Вона також публікує роботи у журналі Lisette.
Перший окремий альбом у жанрі фр. bande dessinée «Légende et réalité de Casque d'or» («Легенди та правда про „Золотий шолом“») виходить друком у 1975 році та приносить Анні дві нагороди на Міжнародному фестивалі коміксів в Ангулемі. Художниця стала першою жінкою, яка отримала на цьому фестивалі відзнаку за найкращу реалістичну роботу.
У 1978 році вона ілюструє біографію Жорж Санд, «Aurore. Aurore Dupin devient George Sand» («Аврора. Аврора Дюпен стає Жорж Санд») за текстом Адели Турін. Наступного року це видання дістає нагороду Premio Grafico Fiera di Bologna per la Gioventù від Болонського ярмарку дитячої книги в Італії.
1972 року Гьоцінгер створює персонажку, яка зробить її впізнаваною, Феліну. Анні Гьоцінгер була однією з небагатьох ілюстраторок того часу, які створювали комікси в жанрі bande dessinée. Вона співпрацювала здебільшого з П'єром Крістіном, починаючи з 1980 року. З 1999 року і до смерті вона ілюструвала щотижневу колонку Бруно Фраппа у газеті La Croix. Гьоцінгер довго жила у Барселоні, що знайшло відображення у її творчості.
Анні Гьоцінгер померла 20 грудня 2017 року внаслідок хвороби.

## Роботи
- «Légende et réalité de Casque d'or» («Легенди та правда про „Золотий шолом“»), Glénat, 1976
- «Aurore. Aurore Dupin devient George Sand» («Аврора. Аврора Дюпен стає Жорж Санд»), текст Adela Turin, ілюстрації Анні Гьоцінгер, éd. des femmes, 1978
- «Curriculum BD», Les Humanoïdes Associés, 1980; перевидання: «Rayon Dames», Les Humanoïdes Associés, 1991
- Серія «Portraits souvenirs»:
  - «La Demoiselle de la Légion d'Honneur» («Дівчина Почесного легіону»), сценарій Pierre Christin, Dargaud, 1980 ; Les Humanoïdes Associés, 1990
  - «La Diva et le Kriegspiel» («Діва та Кригшпіль»), сценарій Pierre Christin, Dargaud, 1981; Les Humanoïdes Associés, 1990
  - «La Voyageuse de petite ceinture» («Мандрівниця Малим Кільцем»), сценарій Pierre Christin, Dargaud, 1985; Les Humanoïdes Associés, 1990
  - «Charlotte et Nancy» («Шарлот і Ненсі»), сценарій Pierre Christin, Dargaud, 1987
  - «Barcelonight» («БарселоНіч»), Les Humanoïdes Associés, 1990
  - «Rayon Dames», Les Humanoïdes Associés, 1991
  - «L'Avenir perdu» («Втрачене майбутнє»), разом з Jon S. Jonsson та Andreas Knigge, Les Humanoïdes Associés, 1992
- Серія «Félina», сценарій Víctor Mora, Dargaud
  - «Félina», 1982
  - «Les mystères de Barcelone», 1983
  - «L'Ogre du Djebel», 1986
- «Le Tango du disparu» («Танго зниклих»), сценарій Pierre Christin, Flammarion, 1989
- «Mémoires de Barcelone» («Барселонські спогади»), текст Montserrat Roig, La Sirène, 1993
- «Le Message du simple», сценарій Pierre Christin, Seuil, 1994
- «La Sultane blanche», сценарій Pierre Christin, Dargaud, 1996
- «Paquebot» («Лайнер»), сценарій Pierre Christin, Dargaud, 1999
- Серія «Agence Hardy», сценарій Pierre Christin, Dargaud
  - «Le parfum disparu», 2001
  - «La Trace pâle», 2002
  - «Le Poison rouge», 2004
  - «Banlieue rouge, banlieue blanche», 2006
  - «Berlin, zone française», 2008
  - «Boulevard des crimes», 2009
  - «Les diamants fondent au soleil», 2012
- Одна сторінка у «Bonheur Park, La Voix des Anges 3», авторів Rodolphe та Alain Bignon
- «Marie-Antoinette, la reine fantôme», сценарій Rodolphe, Dargaud, 2011
- «Jeune fille en Dior», Dargaud, 2013
- «Les Apprentissages de Colette», Dargaud, 2017

## Відзнаки
- 1975: Prix du meilleur espoir фестивалю коміксів в Ангулемі
- 1977: Prix de la meilleure œuvre réaliste française фестивалю коміксів в Ангулемі за альбом «Легенди та правда про „Золотий шолом“»[7]
- 1979: Premio Grafico Fiera di Bologna per la Gioventù від Болонського молодіжного книжкового ярмарку[5] за альбом «Aurore. Aurore Dupin devient George Sand» («Аврора. Аврора Дюпен стає Жорж Санд»), текст Adela Turin, ілюстрації Анні Гьоцінгер
- 1980: Prix Saint-Michel[en] Femina за «Феліну»
- 2014: Grand Boum 31-го фестивалю BD Boum в Блуа